# 奇氏塔豪麗魚
奇氏塔豪麗魚，為輻鰭魚綱鱸形目隆頭魚亞目慈鯛科的其中一種，分布於南美洲秘魯Pachitea河流域，體長可達8.2公分，棲息在河川底層水域，生活習性不明。